# OY Carinae
OY Carinae är en dubbelstjärna i södra delen av stjärnbilden Kölen. Den har en skenbar magnitud av ca 12,2 och kräver ett kraftfullt teleskop för att kunna observeras. Baserat på parallax på ca 11,0 mas, beräknas den befinna sig på ett avstånd på ca 277 ljusår (ca 85 parsek) från solen. Den rör sig bort från solen med en heliocentrisk radialhastighet på ca 120 km/s.

## Egenskaper
Primärstjärnan OY Carinae A är en vit dvärgstjärna av spektralklass DA. Den har en massa som är ca 0,7, en radie som är ca 0,011 solradier och har ca 0,0055 gånger solens utstrålning av energi från dess fotosfär vid en effektiv temperatur av ca 15 000 K. 

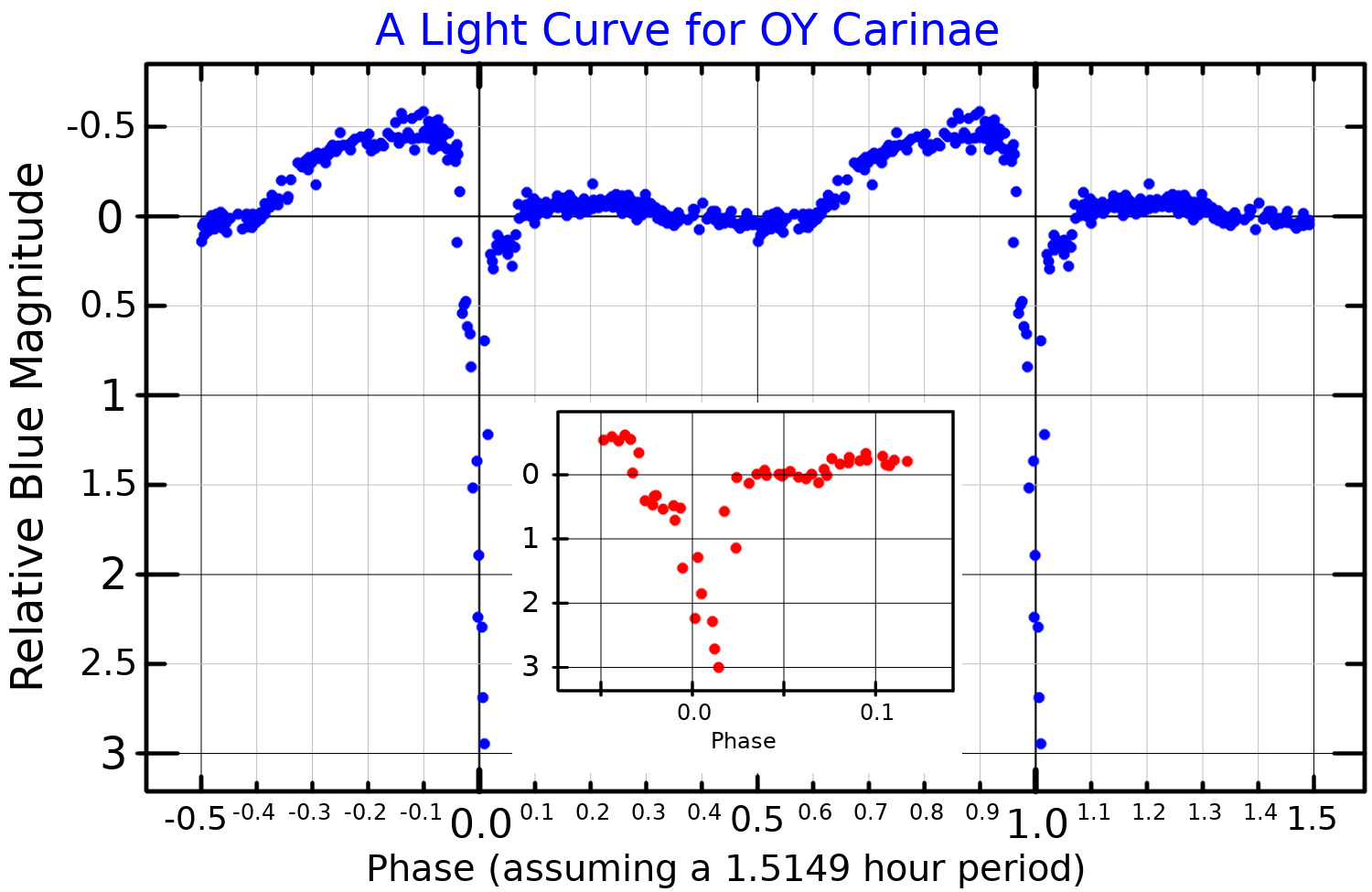
Ljuskurva för OY Carinae i blå bandet, anpassad från Khruzina1 et al. (2003). Huvuddiagrammet visar hela ljuskurvan, och infällningen visar minimum med en utökad horisontell skala.

OY Carinae är ett förmörkande dubbelstjärna, klassad som en kataklysmisk variabel. Stjärnan består av en förmörkande vit dvärg och en röd dvärg, som kretsar kring varandra med en omloppsperiod av 1,51 timme, och möjligen en ännu obekräftad andra följeslagare med låg massa (substellär?).

## Planetsystem
Greenhill et al. (2009) åberopade närvaro av ett tredje objekt för att förklara variationer i omloppsperioden med en skenbar periodicitet på ungefär 35 år. Den tredje kroppen kunde ha en minsta massa 7 gånger större än Jupiter och vara belägen 9,5 astronomiska enheter bort från det kataklysmiska variabla systemet, är sannolikt antingen ett massivt planetariskt objekt eller en brun dvärg med mycket låg massa. Det är troligt att den skenbara förändringen beror på magnetisk aktivitet av solcykeltyp i följeslagaren. Stora oregelbundna avvikelser från den allmänna trenden med tidsskalor på år förekommer också. Ytterligare observationer kommer att kunna bekräfta eller motbevisa närvaron av en substellär följeslagare. 
| Planet | Massa | Halv storaxel (AE) | Siderisk omloppstid (år) | Excentricitet | Inklination | Radie |
| ------ | ----- | ------------------ | ------------------------ | ------------- | ----------- | ----- |
| b      | ≥7 MJ | 9,5                | 35 ± 3,5                 | ?             | -           | -     |